# Гиният, Ажар Гиниятовна
Ажар Гиниятовна Гиният (Тулегалиева) (каз. Ажар Ғиниятқызы Ғиният; род. 8 июня 1969, Западно-Казахстанская область, КазССР) — казахстанский государственный деятель. Министр здравоохранения Республики Казахстан (2022—2024).

## Биография
Родившись в Западно-Казахстанской области, Ажар Гиният окончила Актюбинский государственный медицинский институт в 1992 году по специальности «Педиатрия», Актауский государственный университет им. Ш. Есенова в 2007 году по специальности «Государственное и местное управление» и получила степень MBA в Алматы Менеджмент Университет в 2015 году.
Начав карьеру в Атырау участковым педиатром в 1992 году, стала директором Департамента здравоохранения Мангистауской области в 2005 году. Занимая различные руководящие позиции в министерстве здравоохранения, в июне 2020 году получила должность вице-министра здравоохранения. С 11 января 2022 года до 6 февраля 2024 года работала министром здравоохранения в составе кабинета Алихана Смаилова.
С 15 марта 2024 года — председатель правления НАО «Национальный центр детской реабилитации».

## Награды
- 2005 — Нагрудный знак МЗ РК «Отличник здравоохранения Республики Казахстан»;
- 2006 — Национальная премия "Общественное признание достижений женщин Казахстана «Ажар», в номинации «Государственное управление»;
- 2010 — Нагрудный знак МЗ РК «За вклад в развитие здравоохранения Республики Казахстан»;
- 2013 — Почётная Грамота Президента Республики Казахстан;
- 2015 — Медаль «20 лет Ассамблеи народа Казахстана»;
- 2015 — Медаль «За вклад в создание Евразийского экономического союза» 3 степени;
- 2016 — Медаль «25 лет независимости Республики Казахстан»;
- 2018 — Нагрудный знак «Отличник государственной службы»;
- 2021 (2 декабря) — Указом президента РК награждена орденом «Курмет»;